# 金色和平餐厅

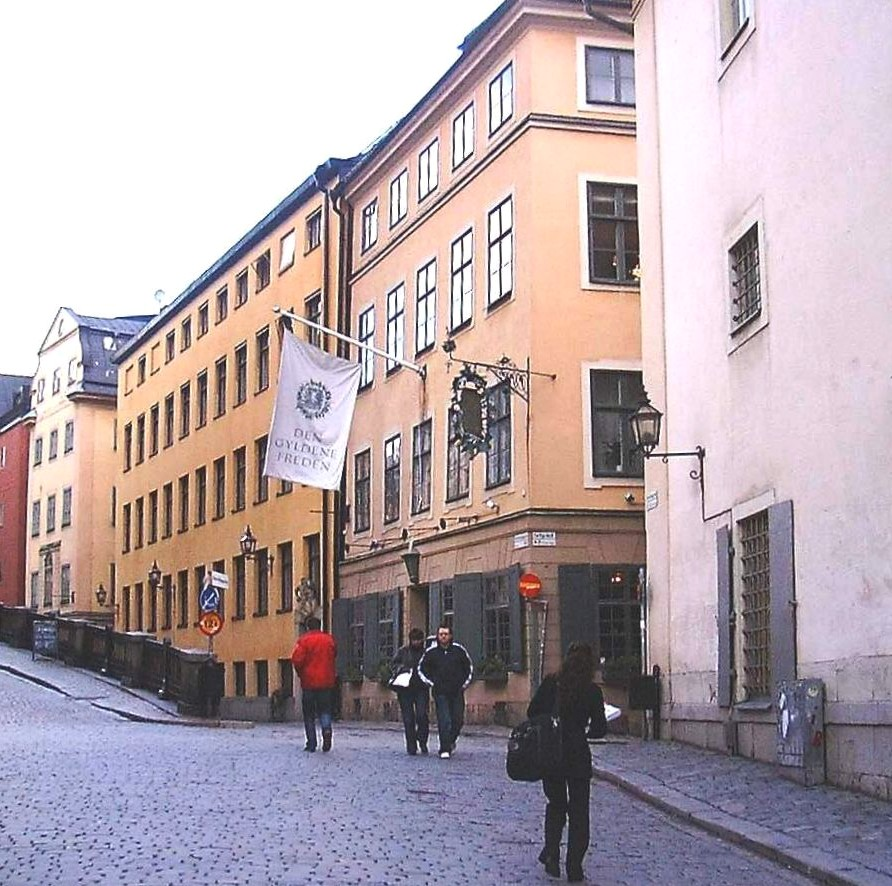
金色和平餐厅

金色和平餐厅（瑞典語：Den gyldene freden）位于瑞典首都斯德哥尔摩的老城。它是瑞典最著名和最古老的餐厅之一，收录进吉尼斯世界纪录大全。自1722年开业以来，其环境几乎保持不变，保持了18世纪的独特氛围。
“Freden”一词得名于1721年的尼斯塔德和約（Freden i Nystad）。根据条约，瑞典须将俄国于大北方战争中除芬兰外在波罗的海所占领的土地全部割让给俄国，包括英格里亚、爱沙尼亚、利沃尼亚和卡累利阿等地；俄国则从芬兰撒军，将芬兰归还瑞典，永不侵占。但俄国在1809年毁约，占领了芬兰。
该餐厅的名声来自于18世纪末诗人卡尔·迈克尔·贝尔曼和20世纪音乐家康内利斯·佛利塞克（Cornelis Vreeswijk）所写的歌曲。
几个世纪以来，其是瑞典许多著名作家，画家和词曲作者的聚会地点，安德斯·佐恩（Anders Zorn）甚至在1919年餐厅面臨关闭时买下过它。现在，金色和平餐厅属于瑞典学院（颁发诺贝尔文学奖）。每个星期四，他们在这里共进晚餐。